# École maternelle Bébian
L'école maternelle Bébian – ancienne bibliothèque Mortenol – est un bâtiment situé au 7bis, rue Alsace-Lorraine à l'angle de la rue Bébian à Pointe-à-Pitre en Guadeloupe. Construit en 1930, il est inscrit aux monuments historiques en 1979.

## Historique
Construite par la famille Loyseau – et ayant appartenu à René Ruillier – dans le quartier bourgeois de la ville, à proximité de l'église Saint-Pierre-et-Saint-Paul, la maison est fortement endommagée par le cyclone de septembre 1928 puis reconstruite sur ses fondations en 1930. Bien que construite au XXe siècle, elle adopte une architecture classique aux Antilles, sur deux niveaux (rez-de-chaussée en maçonnerie et étage en bois) avec une galerie surmontée de colonnettes à l'étage.
Acquis par la municipalité en 1964, le bâtiment devient alors la bibliothèque municipale Mortenol avant d'être transformé en école maternelle au début des années 1980. 
L'ensemble architectural est inscrit au titre des monuments historiques le 11 juillet 1979.